# Афар
Афа́р (амх. አፋር ክልል, афар. Qafar Rakaakayak) — один из 12-ти регионов (штатов) Эфиопии, основным населением которого является народ афар. Административный центр — город Семера.

## География
Долина Афар — тектоническая впадина, расположенная к северо-востоку от Эфиопского нагорья. Долина Афар является одним из самых жарких мест на Земле. Средняя минимальная температура долины Афар +25 °C, максимальная +35 °C. Каменистые базальтовые пустыни впадины Афар большую часть года кажутся почти безжизненными и лишь всего на несколько недель в году оживляются зеленью тамариксов и других сухоустойчивых растений. Осадков выпадает около 200 мм в год.
Образовалась впадина Афар 1,5—2 млн лет назад (начало четвертичного периода), когда поднятие Эфиопского нагорья почти прекратилось. На севере впадина опущена ниже уровня моря на 116 м и на 157 м (оз. Ассаль) — на востоке. По краям впадины возвышаются вулканы, некоторые из них действующие — такие, как Алу, Габули, Аммуна, Даббаху и Адуа.
Учёные прогнозируют в ближайшие 10 млн лет увеличение тектонической активности в этом регионе, которая в дальнейшем может привести к затоплению долины водами мирового океана.

Магма продолжает выходить на поверхность, это свидетельствует о том, что подземные процессы продолжаются и в итоге приведут к тому, что через 10 млн лет кусок Африки отколется и начнет дрейфовать— Тим Райт из Университета Лидса

## Население
По данным на 2007 год население региона составляет 1 411 092 человек. Городское население составляет 13,4 % (188 723 человека). Средняя плотность населения — 19,58 чел./км². Этнические группы включают: афар (90,03 %); амхара (5,22 %); Аргобба (1,55 %); тиграи (1,15 %); оромо (0,61 %). 95,3 % населения — мусульмане; 3,9 % — христиане-монофизиты; 0,7 % — протестанты; 0,1 % — католики. По данным прошлой переписи 1997 года население региона составляло 1 106 383 человек, а городское население всего 7,76 %.
Основные языки, преобладающие в провинции включают: афарский (90,8 %), амхарский (6,68 %), тигринья (0,74 %), оромо (0,68 %). Согласно данным на 2004 год, только 48,57 % населения региона имеют доступ к чистой питьевой воде: 78,11 % из них городские жители; 26,89 % — сельские. Уровень грамотности составляет 27 % для мужчин и 15,6 % для женщин. Детская смертность составляет 61 на 1000 родившихся (что, впрочем, ниже среднего по стране показателя 77 на 1000). Качество жизни крайне низкое.

## Административное деление
- Административная зона 1 (Administrative Zone 1)
- Административная зона 2 (Administrative Zone 2)
- Административная зона 3 (Administrative Zone 3)
- Административная зона 4 (Administrative Zone 4)
- Административная зона 5 (Administrative Zone 5)